# 兇猛肩鰓䲁
兇猛肩鰓鳚（学名：Omobranchus ferox），又名猛肩鰓鳚、狗鰷，为條鰭魚綱鳚形目鳚科肩鰓鳚屬下的一个种，该物种主要分布于非洲和亚洲的咸水中，包括東非、波斯灣、阿拉伯海、泰國、印尼、菲律賓、新幾內亞、臺灣、澳洲等海域，本魚體延長略側扁，頭部短鈍，頭頂無冠膜，頭上無觸鬚，具一對犬齒，體色淡黃色，背鰭硬棘11-13、背鰭軟條20-23枚、臀鰭硬棘2枚、臀鰭軟條22-26枚，体长可达6公分，棲息在沿海河口區，屬雜食性，生活習性不明。